# ニチレイフーズ
株式会社ニチレイフーズ（英：Nichirei Foods Inc.）は、ニチレイグループに属する大手食品メーカーである。
春光グループの春光懇話会の会員企業。
企業コンセプトは「くらしに笑顔を」。

## 概要
冷凍食品・レトルト食品・缶詰・包装氷等の製造・加工並びにこれらの製品の販売を主な事業とする。飲料や食品、化粧品メーカーに原料の供給も行っている。
主力の冷凍食品事業では業界最大手であり、ニッスイ、マルハニチロ、味の素冷凍食品、テーブルマークと五大メーカーを構成する。家庭用だけでなくスーパーマーケットやコンビニエンスストア、外食、給食といった業務用ルートにも強みを持つ。また、世界で最も販売されている冷凍炒飯である『本格炒め炒飯®』や、国内シェア30％を持つ冷凍チキン加工品など、米飯やチキンの商品に特色がある。
海外展開にも注力しており、北米のアジアンフーズ市場はトップシェア、アセロラの取扱量では世界1位である。

## 沿革

### 株式会社ニチレイ 加工食品部門としての沿革
- 1945年12月1日 - 日本冷蔵株式会社設立
- 1954年 - 日本初の温めるだけで食べられる調理冷凍食品「茶碗むし」を販売
- 1964年 - 1964年東京オリンピック選手村への冷凍食材の提供協力
- 1970年 - 日本万国博覧会に「テラス日冷」出店
- 1985年2月1日 - 株式会社ニチレイに商号を変更
- 1987年 - アセロラドリンクを発売
- 1994年 - 電子レンジ対応冷凍食品の先駆け「新・レンジ生活®」シリーズ発売
- 2001年 - 『本格炒め炒飯®』を発売
- 2004年 - 通販限定で『気くばり御膳®』を発売
- 2005年1月5日 - ニチレイグループ持株会社体制への移行に伴い、株式会社ニチレイより分社

### 株式会社ニチレイフーズとしての沿革
- 2008年 - タイ王国にチキン加工品のフルインテグレーション工場設立
- 2016年4月1日 - 千葉畜産工業、ニチレイスーコを吸収合併[11]
- 2017年 - 『特から®』を発売
- 2020年 - 『極上ヒレかつ』を発売

## 工場

### 直営工場
- 森工場－〒049-2302 北海道茅部郡森町字港町34
- 山形工場－〒994-0042 山形県天童市北目3-3-35
- 白石工場－〒989-0734 宮城県白石市白鳥1-16-2
- 船橋工場－〒273-0015 千葉県船橋市日の出2-19-1
- 船橋第二工場－〒273-0014 千葉県船橋市高瀬町24-28
- 船橋第三工場－〒273-0015 千葉県船橋市日の出2-19-7
- 関西工場－〒569-0002 大阪府高槻市東上牧1-2-5
- 関西第二工場－〒554-0032 大阪府大阪市此花区梅町1-1-11
- 長崎工場－〒856-0806 長崎県大村市富の原1-1557-1

### グループ工場
- (株)ニチレイ・アイス　大泉アイスプラント
- (株)ニチレイ・アイス　東京アイスプラント
- 株式会社ニチレイウエルダイニング－〒480－0202 愛知県西春日井郡豊山町大字豊場字丸田44番11
- 中冷－〒750-0093 山口県下関市彦島西山町4-10-6
- キューレイ－〒811-3422 福岡県宗像市王丸415-1
- (株)ニチレイ・アイス　二色の浜アイスプラント

## グループ会社

### 国内
- 株式会社 ニチレイ・アイス－事業内容：包装氷製造、販売[12]
- 株式会社 中冷－事業内容：冷凍食品の製造[13]
- 株式会社 ニチレイウエルダイニング－事業内容：冷凍食品の製造
- 株式会社 キューレイ－事業内容：冷凍食品の製造[14]
- 株式会社 ニチレイアグリ－事業内容：農産物の加工および販売

### 北米
- Nichirei Foods U.S.A., Inc.－事業内容：冷凍食品の販売[15]
- InnovAsian Cuisine Enterprises Inc.－事業内容：冷凍食品の販売[16]
- Nichirei Sacramento Foods Corporation－事業内容：冷凍米飯の製造および販売

### 中国
- 日冷企業管理諮詢（上海）有限公司－事業内容：冷凍食品に関する技術指導、品質管理
- 日冷食品貿易（上海）有限公司－事業内容：冷凍食品の販売
- 山東日冷食品有限公司－事業内容：冷凍食品の製造・販売

### タイ
- Surapon Nichirei Foods Co., Ltd－事業内容：冷凍食品の製造・販売
- GFPT Nichirei (Thailand) Co., Ltd.－事業内容：冷凍食品の製造・販売

### ベトナム
- Nichirei Suco Vietnam Co.,Ltd－事業内容：冷凍果汁の販売

### オーストラリア
- Nichirei Australia Pty. Ltd.－事業内容：冷凍食品の販売[17]

### ブラジル
- Niagro - Nichirei do Brasil Agrícola Ltda.－事業内容：冷凍果汁の製造・販売[18]

## 主な商品

### 米飯
- 本格炒め炒飯®[19]
- 具材たっぷり五目炒飯[20]
- えびピラフ[21]
- 焼おにぎり10個入[22]
- たいめいけん サイコロステーキピラフ[23]
- チキンライス[24]

### 麺
- 極太つけ麺[25]
- カレーうどん[26]
- 冷やし中華[27]
- 冷やし中華（ごまだれ）[28]

### お弁当用おかず
- お弁当にGood!®　ささみチーズフライ[29]
- お弁当にGood!®　パリパリの春巻[30]
- お弁当にGood!®　衣がサクサク牛肉コロッケ[31]
- お弁当にGood!®　チーズカレー春巻[32]
- お弁当にGood!®　からあげチキン[33]
- お弁当にGood!®　ミニハンバーグ[34]
- お弁当にGood!®　やわらかひとくちカツ[35]
- お弁当にGood!®　たっぷり野菜のトマトオムレツ[36]
- お弁当にGood!®　ほうれん草バター炒め[37]
- お弁当を彩る 6種の和惣菜[38]
- お弁当を彩る 3種のサラダ[39]

### 食卓用おかず
- 特から®[40]
- 極上ヒレかつ[41]
- 若鶏たれづけ唐揚げ[42]
- 甘えびシューマイ[43]
- てり焼きチキンステーキ[44]
- ハニーマスタードチキン[45]
- お肉たっぷりジューシーメンチカツ[46]

### 冷凍野菜・冷凍フルーツ
- フライドポテト シューストリングカット[47]
- そのまま使える 高原育ち®のブロッコリー[48]
- そのまま使える きざみオクラ[49]
- そのまま使える 九州産のほうれん草[50]
- 塩あじえだ豆＜タイ産＞[51][52]
- 和風野菜[53][54]
- さといも[55]

### グラタン・ドリア
- 蔵王えびグラタン[56]
- 蔵王えびドリア[57]
- えびとチーズのグラタン[58]
- えびとチーズのドリア[59]

### おやつ
- 今川焼シリーズ[60][61][62][63]
- ベイクドチーズタルト[64]
- アップルパイ[65]
- スイートポテト[66]
- 片手で食べられるお好み焼[67]
- たいやき[68]
- チーズワッフル[69]

## CM出演者
2023年11月現在
- 鈴木亮平（今川焼シリーズ、特から、きくばりごぜん）
- 今田美桜（新・香ばし麺の五目あんかけ焼きそば）

## テレビ番組
- 日経スペシャル ガイアの夜明け 野菜ビジネス新時代（2004年1月6日、テレビ東京）[70] - 中国産野菜の残留農薬対応を取材。